# Consulat général de Suisse en Guinée
Le consulat général de Suisse en Guinée est une représentation consulaire de Suisse en Guinée. Il est situé à Dixinn et dépend de l'ambassade de Suisse en Côte d'Ivoire.

## Liste des consuls généraux
| N° | Nom et prénoms | Début | Fin |
| -- | -------------- | ----- | --- |
| 01 |                |       |     |
| 02 |                |       |     |